# Finsternis-Limit
Als Finsternis-Limit werden die Grenzen jenes Bereiches bezeichnet, innerhalb dessen eine Sonnenfinsternis oder eine Mondfinsternis stattfinden kann. Diese Grenzen können in Relation zum Mondknoten angegeben werden als der ekliptikale Winkel  Δλ zwischen Mond und Mondknoten. Man spricht hier auch von Knoten-Distanzen.
Für verschiedene Arten von Finsternisereignissen gelten jeweils unterschiedliche Finsternis-Limits. Die Limits sind für Sonnenfinsternisse andere als für Mondfinsternisse, und des Weiteren nach der Form differenziert für eine totale, partielle oder aber Halbschatten-Finsternis. Befindet sich der Mond östlich des Knotens werden die Werte positiv (+), bei Mondstellung westlich des Mondknotens negativ (−) angegeben.

## Finsternis-Limits bei Sonnenfinsternissen
|  |

Als Mondknoten wird der Schnittpunkt zwischen Ekliptikebene und auf- oder absteigender Mondbahn bezeichnet, vom Erdmittelpunkt beziehungsweise vom Subsolaren Punkt aus gesehen. Wenn der Mond sich zu Neumond exakt im Knoten aufhält, findet eine zentrale (mittige) Sonnenfinsternis (Gamma = 0) statt.  Dabei kann die Sonne entweder total bedeckt werden oder ringförmig.  
Befindet sich der Neumond nicht im Knoten (Gamma ≠ 0), so ist vom Subsolaren Punkt aus die Sonne nur partiell oder gar nicht verfinstert zu beobachten. Die Finsternis kann aber dennoch als eine zentrale (und als solche total oder ringförmig) auf der Erde zu beobachten sein, wenn sich der Beobachter weiter nördlich oder südlich des subsolaren Punktes aufhält – sofern der Neumond von dort aus gesehen sich dann im "örtlichen Mondknoten" befindet. Bei einem Wert von Gamma = ±1 ist der Beobachtungsort soweit in Richtung Nordpol oder Südpol verschoben, dass das Finsternis-Limit für zentrale Finsternisse erreicht ist.
In den Polargebieten finden bis zu einem Wert Gamma ≈ ±1,55 noch nicht-zentrale partielle Sonnenfinsternisse statt, bevor auch für diese das entsprechende Finsternis-Limit erreicht ist.
Die oben stehende Grafik zeigt, dass ein Finsterniszyklus – hier der Semesterzyklus – seine Grenzen innerhalb der beiden Limits für partielle Finsternisse hat. Die angegebenen Werte Δλ = ±10,6° beziehungsweise Δλ = ±16,6° sind mit den mittleren Werten der Distanzen Erde-Sonne bzw. Erde-Mond und für den mittleren Winkel zwischen Ekliptik und Mondbahn ermittelt worden.

## Finsternis-Limits bei Mondfinsternissen
|  |

Ist der Vollmond im Knoten der Mondbahn, dann findet eine zentrale (mittige) Mondfinsternis statt. Befindet sich der Vollmond nicht genau im Knoten, so trifft ihn der Erdschatten auch nicht mittig. Wegen der relativ großen Erde kann der Mond dennoch von deren Kernschatten getroffen werden kann. 
Das Limit für eine totale Mondfinsternis wird erreicht, wenn der Mond von innen her den Rand des Kernschattens berührt.
Das Limit für eine partielle Mondfinsternis wird überschritten, wenn der Vollmond ganz aus dem Kernschatten der Erde heraustritt.
In diesem Moment ist meistens auch schon der Rand des Halbschattens überschritten, und es findet somit nur eine partielle Halbschatten-Mondfinsternis statt. Deren Limit ist dann bei Verlassen des Halbschattens erreicht. Eine sogenannte totale Halbschatten-Mondfinsternis ist selten, denn die Breite des Halbschattenringes ist in den meisten Fällen kleiner als der Monddurchmesser.
Die in der obigen Grafik angegebenen Werte Δλ = ±4,7°, Δλ = ±10,6° und Δλ = ±16,7° gelten für die mittleren Werte der Distanz Erde-Sonne bzw. Erde-Mond sowie für den mittleren Winkel zwischen Ekliptik und Mondbahnebene.
Die numerische Ähnlichkeit von verschiedenen Werten bei Sonnen- und bei Mondfinsternissen ergibt sich aus jeweils unterschiedlichen Verhältnissen und ist insofern zufällig.